# Urraca Giménez
Urraca Giménez was de eerste echtgenote van García Íñiguez en daardoor koningin van het koninkrijk Navarra.
Zij was gravin van graafschap Aragón van 852 tot 870.
Zij werd moeder van:
- Fortún Garcés, en grootvader (via moederszijde) van Toda Aznar en Sancha Aznar
- Sancho I Garcés, en grootvader (via vaderszijde) van Toda Aznar en Sancha Aznar
- Velasco Garcés.
- Oneca Garcés, echtgenote van Aznar II Galíndez.